# IC 335
IC 335 је лентикуларна галаксија у сазвјежђу Пећ која се налази на листи објеката дубоког неба у Индекс каталогу.
Деклинација објекта је - 34° 26' 48" а ректасцензија 3h 35m 31,2s. Привидна величина (магнитуда) објекта IC 335 износи 12,1 а фотографска магнитуда 13,1. IC 335 је још познат и под ознакама IC 1963, ESO 358-26, MCG -6-8-31, FCC 153, PGC 13277.